# بهره‌وری کشاورزی

تولید سرانه مواد غذایی از سال ۱۹۶۱

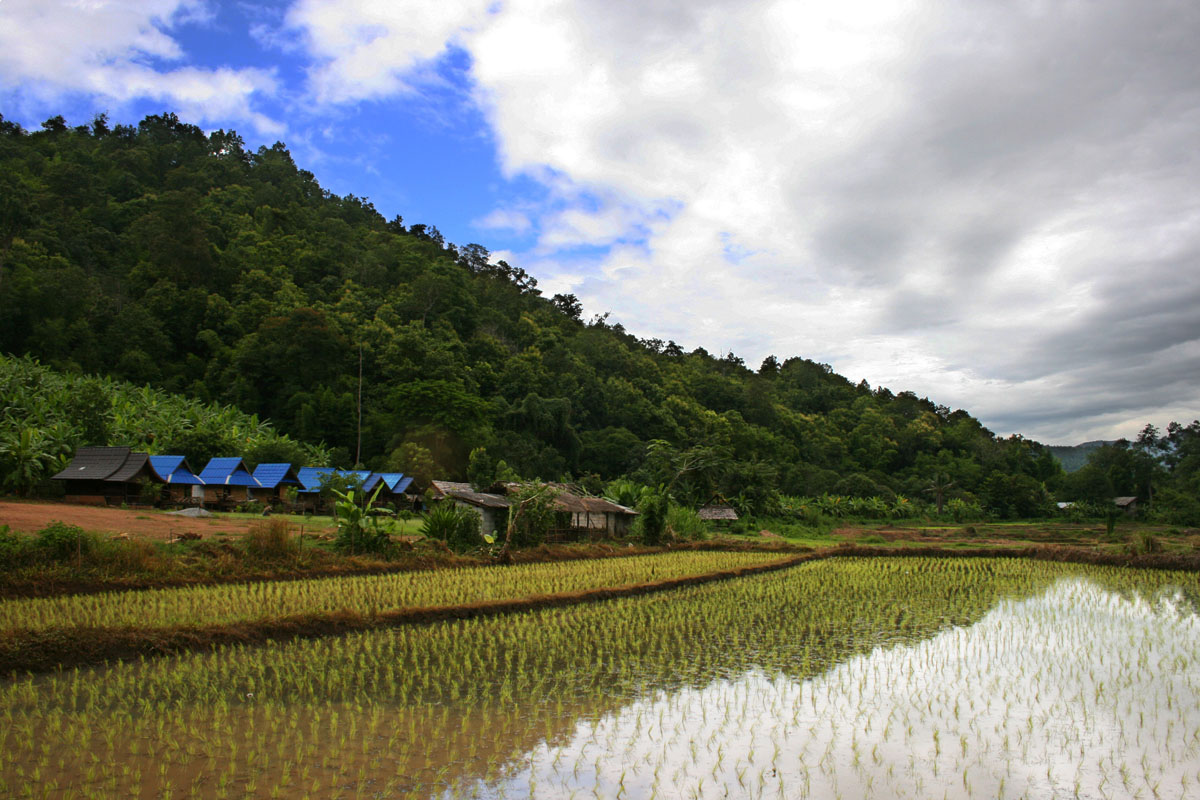
مزرعه برنج در تایلند

بهره‌وری کشاورزی (به انگلیسی: Agricultural productivity) به عنوان نسبت تولید کشاورزی به نهاده اندازه‌گیری می‌شود. در حالی که محصولات جداگانه معمولاً با وزن اندازه‌گیری می‌شوند که به عنوان عملکرد محصول شناخته می‌شود، تنوع محصولات مختلف اندازه‌گیری تولید کلی کشاورزی را دشوار می‌کند؛ بنابراین، بهره‌وری کشاورزی معمولاً به عنوان ارزش بازاری محصول نهایی اندازه‌گیری می‌شود. این بهره‌وری را می‌توان با انواع مختلفی از نهاده‌ها مانند نیروی کار یا زمین مقایسه کرد. چنین مقایسه‌هایی را معیارهای جزئی بهره‌وری می‌نامند.
بهره‌وری کشاورزی را می‌توان با آنچه بهره‌وری کل عوامل (TFP) نامیده می‌شود اندازه‌گیری کرد. این روش محاسبه بهره‌وری کشاورزی، شاخصی از نهاده‌های کشاورزی را با شاخصی از ستانده‌ها مقایسه می‌کند. این معیار بهره‌وری کشاورزی برای رفع کاستی‌های معیارهای جزئی بهره‌وری ایجاد شد، به ویژه اینکه اغلب شناسایی عواملی که سبب تغییر آنها می‌شوند دشوار است. تغییرها در TFP معمولاً به پیشرفت‌های فناوری نسبت داده می‌شود.
بهره‌وری کشاورزی بخش مهمی از امنیت غذایی است.  افزایش بهره‌وری کشاورزی از طریق شیوه‌های پایدار می‌تواند راه مهمی برای کاهش میزان زمین مورد نیاز برای کشاورزی و کندی تخریب محیطی و تغییرهای اقلیمی از طریق فرآیندهایی مانند جنگل‌زدایی باشد.
- گسترش کشاورزی
- بهره‌وری انرژی در کشاورزی
- غذا در مقابل خوراک
- انقلاب سبز
- کشاورزی مکانیزه
- بهره‌وری

محصول گندم در کشورهای کمترتوسعه‌یافته از سال ۱۹۶۱ تاکنون. افزایش شدید محصول در ایالات متحده در دهه ۱۹۴۰ آغاز شد. درصد رشد در مراحل آغازین رشد سریع‌تر بود. در کشورهای در حال توسعه عملکرد ذرت هنوز به سرعت در حال افزایش است.

- فن آوری‌های بهبود بهره‌وری (تاریخی) بخش ۴: کشاورزی مکانیزه، بخش ۶: کشاورزی علمی